# Rafael Gastón Burillo
Rafael Gastón Burillo (Zaragoza, 1908 - Zaragoza, 15 de noviembre de 1963) fue un filólogo, latinista, esperantista, abogado y estudioso del aragonés.

## Biografía
Compaginó el ejercicio de la abogacía con su vocación lingüística. Así, fue profesor de Lenguas Clásicas en la Universidad de Zaragoza y estudioso de Aragón desde diferentes disciplinas, como la historia, la etnografía, la literatura, el derecho y la sociología. Es autor de diversas ediciones de textos sobre lengua española, gramática histórica y lengua griega.
Rafael Gastón formó parte de una estirpe de intelectuales esperantistas aragoneses. Su padre fue el abogado Emilio Gastón Ugarte, principal organizador del movimiento de acogida que hubo en España de 330 niños austríacos después de la Primera Guerra Mundial. También era hermano de Emilia Gastón Burillo, que es considerada la primera hablante nativa del mundo de la lengua auxiliar internacional esperanto, así como de Inés Gastón Burillo, que fue secretaria de la Federación Española de Esperanto y que fundó la biblioteca. También fue el padre de Emilio Gastón Sanz, la primera persona que ejerció el cargo de Justicia de Aragón del período democrático en España.
Manuel Pinillos dedicó su poema Muerte no decisiva a la memoria de Rafael Gastón Burillo.

## Obra
- Gastón Burillo, Rafael; Blecua Teijeiro, José Manuel (1937). Nociones de gramática histórica española. Zaragoza: Librería General. OCLC 1098059877.
- Gastón Burillo, Rafael (1946). Gramática histórica elemental de la lengua española. Zaragoza: Tip. Octavio y Félez. OCLC 898852937.[6]
- «El latín en la flexión verbal del dialecto cheso». Universidad (XI): 273-318. 1934.
- Gastón Burillo, Rafael; Moneva y Puyol, Juan; Labordeta, Miguel. Luis López Allué, escritor aragonés. OCLC 955531915.
- Carácteras espirituales aragonesas en la obra de Braulio Foz. Discurso de ingreso leído por Rafael Gastón Burillo [...] Discurso de contestación por el [...] Sr. D. Ramon Lacadena y Brualla Marqués de la Cadena. Zaragoza: Impr. Octavio y Félez. 1951.